# Jerzy Gołębiowski (historyk)
Jerzy Stanisław Gołębiowski (ur. 10 kwietnia 1943 w Kielcach, zm. 3 listopada 2010 w Krakowie) – polski profesor doktor habilitowany nauk humanistycznych. Wykładowca Wyższej Szkoły Pedagogicznej w Krakowie. Specjalizował się w historii gospodarczej międzywojennej Polski.

## Życiorys
Ukończył w 1963 Technikum Ekonomiczne w Kielcach. Następnie odbył studia historyczne w Wyższej Szkole Pedagogicznej w Krakowie. Do grona jego nauczycieli należeli m.in. Józef Buszko, Marian Tyrowicz i Adam Przyboś. W 1968 rozpoczął pracę na uczelni. W 1976 obronił pracę doktorską; jego promotorem był Buszko. W 1990 habilitował się na podstawie pracy pt. Przemysł wojenny w Polsce 1918-1939. W 2001 został profesorem zwyczajnym.
Był autorem wielu naukowych opracowań z zakresu historii gospodarczej Polski okresu międzywojennego. Współredagował słownik biograficzny Kto był kim w II Rzeczypospolitej. Należał do zespołów redakcyjnych „Studiów Historycznych” oraz „Studia Historica. Annales Academiae Paedagogicae Cracoviensis”.
Należał do Komisji Historycznej krakowskiego oddziału PAN. Przez pewien czas był zastępcą dyrektora Instytutu Historii WSP. Pełnił też m.in. funkcję II sekretarza POP oraz członka Komitetu Uczelnianego PZPR. Należał do Polskiej Zjednoczonej Partii Robotniczej.
Odznaczony Nagrodą Ministra Sztuki, Medalem KEN i Złotym Krzyżem Zasługi. Pochowany na cmentarzu Batowickim w Krakowie (kw. CCCI-1-9).

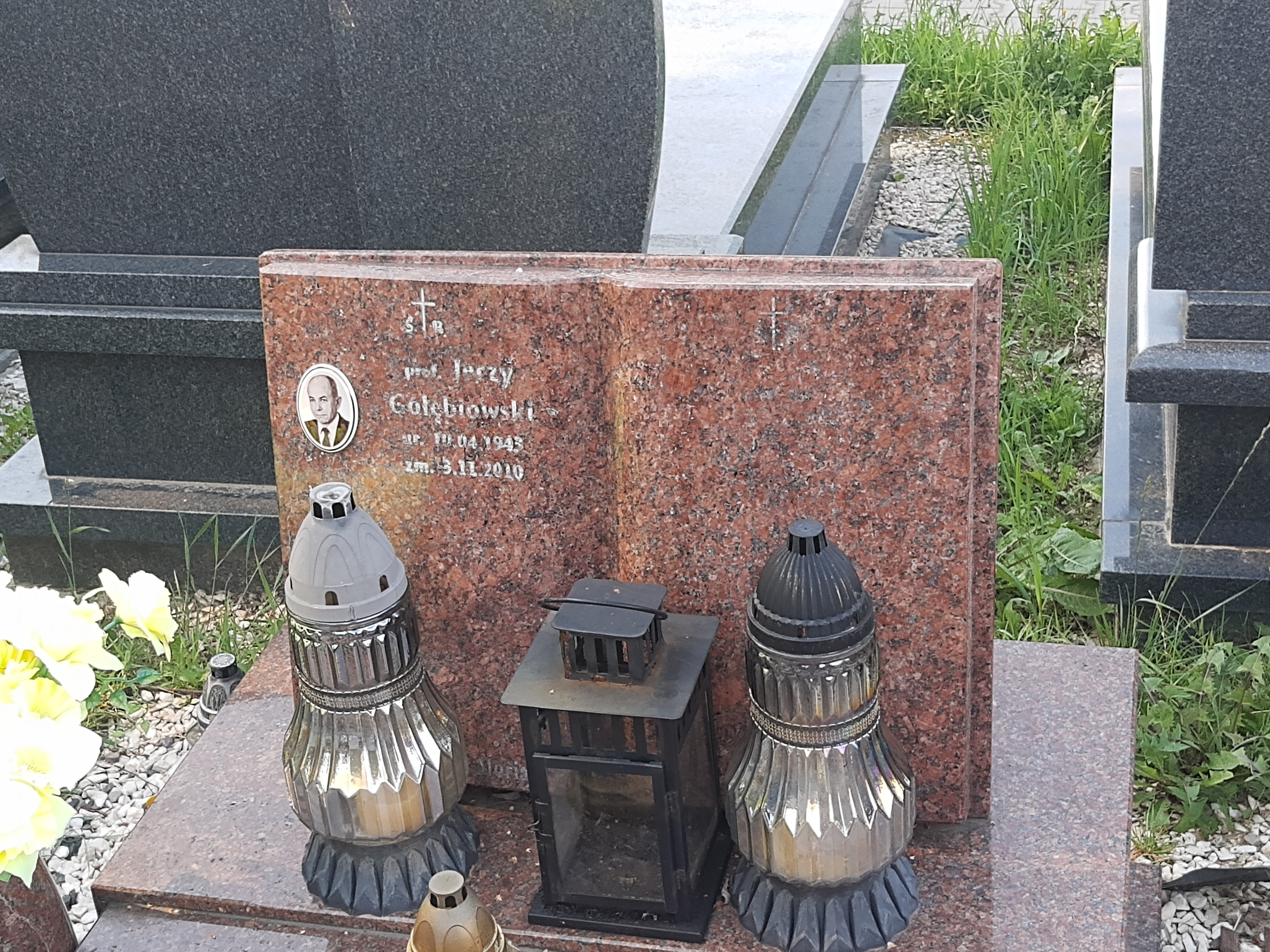
Grób prof. Jerzego Gołębiowskiego na Cmentarzu Prądnik Czerwony

## Wybrane publikacje
- Sektor państwowy w gospodarce Polski międzywojennej, PWN, 1985.
- Przemysł wojenny w Polsce 1918 – 1939, Wyd. Nauk. WSP Kraków 1990 i Pionki „Pronit” 1993.
- COP Dzieje industrializacji w rejonie bezpieczeństwa 1922 – 1939, Wyd. Nauk. Akademii Pedagogicznej, Kraków 2000.
- Kapitał państwowy w spółkach prawa handlowego u schyłku Drugiej Rzeczypospolitej, Wyd. Nauk. Akademii Pedagogicznej, Kraków 2004.